# Teresa Raquin (film 1953)
Teresa Raquin (Thérèse Raquin) è un film del 1953 diretto da Marcel Carné.
Il soggetto è tratto dall'omonimo romanzo del 1867 di Émile Zola, adattato per il cinema dal regista e da Charles Spaak con un'ambientazione contemporanea.
È stato presentato in concorso alla 14ª Mostra del cinema di Venezia, dove ha vinto il Leone d'argento (ex aequo con altri cinque film, mentre il Leone d'oro non è stato assegnato in quella edizione).

## Trama
La giovane Teresa Raquin lavora in un negozio di stoffe e biancheria nel centro di Lione di proprietà della zia e del figlio Camillo, suo marito da sei anni, sposato contro la sua volontà e mai amato.
Quando Lorenzo, un autista di camion di origini italiane, fatta casualmente amicizia con Camillo, ne conosce la bella moglie, se ne innamora subito e, intuitane l'insoddisfazione, si fa insistente e audace nel farle la corte.
Teresa s'innamora a sua volta di Lorenzo e i due cominciano a frequentarsi. Lui vorrebbe fuggire ma lei non è d'accordo, sebbene niente la leghi più al marito né a Lione.
Lorenzo allora parla francamente con Camillo e questi, mettendo da parte la sua fragilità e inerzia, si mostra combattivo per trattenere Teresa, per riconquistare la quale propone un viaggio a Parigi, al termine del quale sarà lei a decidere cosa fare.
Lorenzo, a ragione, non si fida di Camillo e segue i due salendo sullo stesso treno che viaggia di notte. Camillo scopre Lorenzo e nell'alterco che ne nasce, l'amante scaraventa il marito giù dal treno, sotto gli occhi esterrefatti della moglie.
Camillo è morto e ora i due amanti devono separarsi e fingersi sorpresi per non destare sospetti. Alla notizia della morte del figlio, Madame Raquin ha una paralisi che la immobilizza a letto e le toglie la parola. I suoi occhi però condannano da subito la nuora, che sapeva interessata a Lorenzo.
Intanto, un marinaio che divideva lo scompartimento coi coniugi Raquin e che sembrava aver dormito tutto il tempo, giunge a Lione per ricattare Teresa cui chiede un grande quantitativo di denaro. Constatato che la testimonianza di quest'uomo metterebbe nei guai lei e Lorenzo, Teresa è combattuta. Dopo che la morte di Camillo viene dichiarata accidentale, con la responsabilità attribuita alla chiusura difettosa di una porta della carrozza, la vedova ottiene un risarcimento molto generoso. Con questo denaro, d'accordo con Lorenzo, paga il marinaio cui fa sottoscrivere una dichiarazione compromettente che gli impedirà di effettuare nuovi ricatti.
Per una fatalità il marinaio è coinvolto in un incidente nel quale rimane ucciso, impedendogli di fermare la ragazza cui aveva dato mandato, se non fosse tornato entro un dato orario, di inviare una lettera al giudice in cui rendeva noto il coinvolgimento di Teresa nella morte di Camillo Raquin. Così, nonostante l'accordo concluso, la lettera viene inviata, e il destino degli amanti segnato.

## Produzione
Le riprese si svolsero dal 2 marzo al 28 aprile 1953 negli studi di Neuilly e a Lione per gli esterni.

## Distribuzione
La prima del film avvenne il 6 novembre 1953 in tre cinema: Moulin Rouge, Normandie e Rex, tutti a Parigi.

## Critica
Per il Dizionario Mereghetti la regia di Carné è «un modello di economia e precisione» e il ritmo del film è «vigoroso».

## Riconoscimenti
- 1953 - Mostra internazionale d'arte cinematografica
  - Leone d'argento